# Départements du Sénégal
Les départements du Sénégal sont des subdivisions administratives au sein des 14 régions du Sénégal. Il y en a eu 45 depuis 2008, et 46 en 2021 avec l'érection de Keur Massar en département.

## Histoire

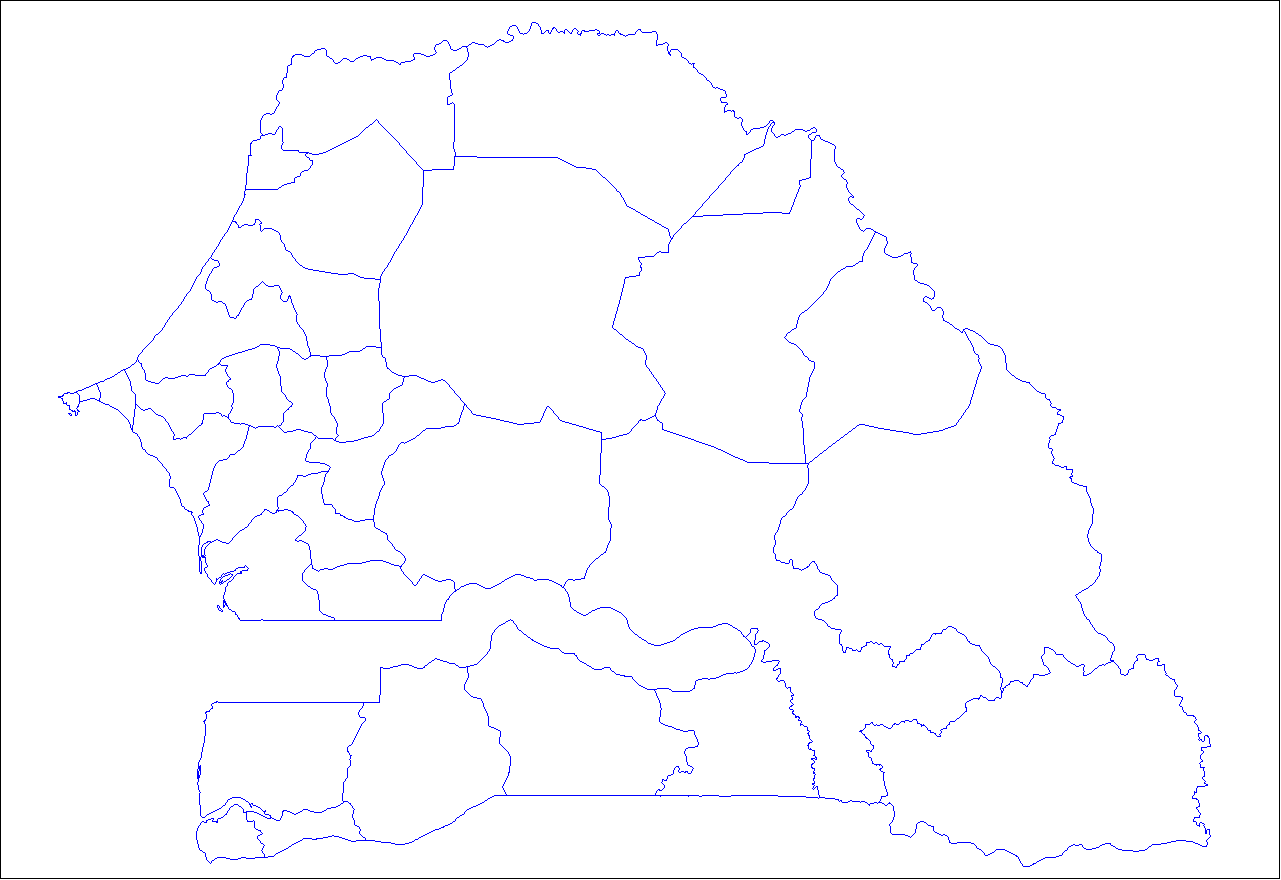
Carte des 34 anciens cercles du Sénégal de 1960 à 1964, puis départements de 1964 à 2006.

Les départements du Sénégal sont créés en 1964, lorsque le décret 64.282 du 3 avril substitue le département et le préfet au cercle et au commandant de cercle. Ils étaient au nombre de 34 initialement.

Le  19 octobre 2006, la création du département de Koungheul (séparé de l'ancien département de Kaffrine) porte leur nombre à 35.
En août 2008 le nombre de départements s'est accru à 45, quand 10 localités ont été érigées en départements et 3 anciens départements ont été érigés en régions pour les subdiviser chacun en 3 ou 4 départements :

Carte des 45 départements du Sénégal de 2008 à 2021.

- 2 dans la région de Tambacounda : Goudiry et Koumpentoum sont détachés du département de Tambacounda ;
- 1 dans la région de Kaolack : Guinguinéo est détaché du département de Kaolack ;
- 1 dans la région de Kolda : Médina Yoro Foulah est détaché du département de Kolda ;
- 3 dans la nouvelle région de Kaffrine (ancien département subdivisé en 4) : Koungheul (dès 2006), Birkelane et Malem-Hodar sont détachés du département de Kaffrine ;
- 2 dans la nouvelle région de Kédougou (ancien département subdivisé en 3) : Salemata et Saraya sont détachés du département de Kédougou ;
- 2 dans la nouvelle région de Sédhiou (ancien département subdivisé en 3) : Bounkiling et Goudomp sont détachés du département de Sédhiou.

En mai 2021 leur nombre passe à 46 avec la création du département de Keur Massar, détaché du département de Pikine.

## Liste des départements par région
Les départements sont en moyenne 3 par région, sauf pour celles de Tambacounda et Kaffrine qui en comptent 4 et Dakar qui en compte 5.
| Région      | Département      | Département        | Département                                        | Département |
| nom         | code ANSD (2009) | nom                | créé le                                            | chef-lieu |
| ----------- | ---------------- | ------------------ | -------------------------------------------------- | --- |
| Dakar       | 011              | Dakar              | 1964-04-03 (ancien cercle)                         | Dakar (commune spéciale divisée en 19 communes d'arrondissement, chef-lieu de département et de région, capitale nationale) |
| Dakar       | 012              | Pikine             | 1964-04-03 (ancien cercle)                         | Pikine (commune spéciale divisée en 16 communes d'arrondissement)                                                           |
| Dakar       | 013              | Rufisque           | 1964-04-03 (ancien cercle)                         | Rufisque (commune spéciale divisée en 3 communes d'arrondissement)                                                          |
| Dakar       | 014              | Guédiawaye         | 1964-04-03 (ancien cercle)                         | Guédiawaye (commune spéciale divisée en 5 communes d'arrondissement)                                                        |
| Dakar       | 015              | Keur Massar        | 2021-02-06 (détaché de Pikine)                     | Keur Massar (commune spéciale divisée en 3 communes d'arrondissement)                                                       |
| Ziguinchor  | 021              | Bignona            | 1964-04-03 (ancien cercle)                         | Bignona (commune) |
| Ziguinchor  | 022              | Oussouye           | 1964-04-03 (ancien cercle)                         | Oussouye (commune) |
| Ziguinchor  | 023              | Ziguinchor         | 1964-04-03 (ancien cercle)                         | Ziguinchor (commune, chef-lieu de département et de région)                                                                 |
| Diourbel    | 031              | Bambey             | 1964-04-03 (ancien cercle)                         | Bambey (commune) |
| Diourbel    | 032              | Diourbel           | 1964-04-03 (ancien cercle)                         | Diourbel (commune, chef-lieu de département et de région)                                                                   |
| Diourbel    | 033              | Mbacké             | 1964-04-03 (ancien cercle)                         | Mbacké (commune) |
| Saint-Louis | 041              | Dagana             | 1964-04-03 (ancien cercle)                         | Dagana (commune) |
| Saint-Louis | 042              | Podor              | 1964-04-03 (ancien cercle)                         | Podor (commune) |
| Saint-Louis | 043              | Saint-Louis        | 1964-04-03 (ancien cercle)                         | Saint-Louis (commune, chef-lieu de département et de région)                                                                |
| Tambacounda | 051              | Bakel              | 1964-04-03 (ancien cercle)                         | Bakel (commune) |
| Tambacounda | 052              | Tambacounda        | 1964-04-03 (ancien cercle), réduit en 2008         | Tambacounda (commune, chef-lieu de département et de région)                                                                |
| Tambacounda | 053              | Goudiry            | 2008-07-10 (détaché de Tambacounda)                | Goudiry (commune) |
| Tambacounda | 054              | Koumpentoum        | 2008-07-10 (détaché de Tambacounda)                | Koumpentoum (commune) |
| Kaolack     | 061              | Kaolack            | 1964-04-03 (ancien cercle), réduit en 2008         | Kaolack (commune, chef-lieu de département et de région)                                                                    |
| Kaolack     | 062              | Nioro du Rip       | 1964-04-03 (ancien cercle)                         | Nioro du Rip (commune) |
| Kaolack     | 063              | Guinguinéo         | 2008-07-10 (détaché de Kaolack)                    | Guinguinéo (commune) |
| Thiès       | 071              | M'bour             | 1964-04-03 (ancien cercle)                         | M'bour (commune) |
| Thiès       | 072              | Thiès              | 1964-04-03 (ancien cercle)                         | Thiès (commune spéciale divisée en 3 communes d'arrondissement, chef-lieu de département et de région)                      |
| Thiès       | 073              | Tivaouane          | 1964-04-03 (ancien cercle)                         | Tivaouane (commune) |
| Louga       | 081              | Kébémer            | 1964-04-03 (ancien cercle)                         | Kébémer (commune) |
| Louga       | 082              | Linguère           | 1964-04-03 (ancien cercle)                         | Linguère (commune) |
| Louga       | 083              | Louga              | 1964-04-03 (ancien cercle)                         | Louga (commune, chef-lieu de département et de région)                                                                      |
| Fatick      | 091              | Fatick             | 1964-04-03 (ancien cercle)                         | Fatick (commune, chef-lieu de département et de région)                                                                     |
| Fatick      | 092              | Foundiougne        | 1964-04-03 (ancien cercle)                         | Foundiougne (commune) |
| Fatick      | 093              | Gossas             | 1964-04-03 (ancien cercle)                         | Gossas (commune) |
| Kolda       | 101              | Kolda              | 1964-04-03 (ancien cercle), réduit en 2008         | Kolda (commune, chef-lieu de département et de région)                                                                      |
| Kolda       | 102              | Vélingara          | 1964-04-03 (ancien cercle)                         | Vélingara (commune) |
| Kolda       | 103              | Médina Yoro Foulah | 2008-07-10 (détaché de Kolda)                      | Médina Yoro Foulah (commune)                                                                                                |
| Matam       | 111              | Kanel              | 1964-04-03 (ancien cercle)                         | Kanel (commune) |
| Matam       | 112              | Matam              | 1964-04-03 (ancien cercle)                         | Matam (commune, chef-lieu de département et de région)                                                                      |
| Matam       | 113              | Ranérou            | 1964-04-03 (ancien cercle)                         | Ranérou (commune) |
| Kaffrine    | 121              | Kaffrine           | 1964-04-03 (ancien cercle), réduit en 2006 et 2008 | Kaffrine (commune, chef-lieu de département et de région)                                                                   |
| Kaffrine    | 122              | Birkelane          | 2008-07-10 (détaché de Kaffrine)                   | Birkelane (commune) |
| Kaffrine    | 123              | Koungheul          | 2006-10-19 (détaché de Kaffrine)                   | Koungheul (commune) |
| Kaffrine    | 124              | Malem-Hodar        | 2008-07-10 (détaché de Kaffrine)                   | Malem-Hodar (commune) |
| Kédougou    | 131              | Kédougou           | 1964-04-03 (ancien cercle), réduit en 2008         | Kédougou (commune, chef-lieu de département et de région)                                                                   |
| Kédougou    | 132              | Salemata           | 2008-07-10 (détaché de Kédougou)                   | Salemata (commune) |
| Kédougou    | 133              | Saraya             | 2008-07-10 (détaché de Kédougou)                   | Saraya (commune) |
| Sédhiou     | 141              | Sédhiou            | 1964-04-03 (ancien cercle), réduit en 2008         | Sédhiou (commune, chef-lieu de département et de région)                                                                    |
| Sédhiou     | 142              | Bounkiling         | 2008-07-10 (détaché de Sédhiou)                    | Bounkiling (commune) |
| Sédhiou     | 143              | Goudomp            | 2008-07-10 (détaché de Sédhiou)                    | Goudomp (commune) |